# Okrajno sodišče v Brežicah
Okrajno sodišče v Brežicah je okrajno sodišče Republike Slovenije s sedežem v Brežicah, ki spada pod Okrožno sodišče v Krškem Višjega sodišča v Ljubljani.